# Džiju-džicu
Džiju-džicu ili džiju-džica (jap. 柔術; Jūjutsu, Jujitsu, Jiu-jitsu), jedna od najstarijih i najpoštovanijih japanskih borilačkih vještina.

## Povijest
Džiju-džicu ili kako je neki nazivaju Yawara, drevna je japanska borilačka vještina. Njen nastanak se veže za 16. stoljeće i za osnivača Shirobei Akiyamu, studenta medicine koji se školovao u Kini. On je prisustvovao jednom neobičnom događaju koji ga je naveo na razmišljanje i bio prvi korak u nastanku ove vještine. Jednog zimskog dana Shirobei Akiyama je promatrao kako se grane okolnog drveća lome pod naletom i težinom sniježnog pokrivača, dok su se drvo i grane vrbe savijali ne pružajući otpor sniježnom nanosu. Na tom principu je zasnovao i vještinu kojoj je dao ime Džiju-džicu (Nježna vještina ili Vještina propusta). 
Osnova svih tehnika i principa u džiju-džicu proizašla je iz Yoshin-ryu škole, čiji je osnivač Akiyama. Vještina se masovno razvijala u Sengoki Eri, i nastavila svoj razvoj i u drugim periodima japanske povijesti. U periodu građanskih sukoba vještinu su najmasovnije koristili samuraji. Ovaj period predstavlja razvoj džiju-džicu vještine kao borbene vještine, a tek onda kao period fizičkog i mentalnog učenja. Najbolje godine za Džiju-džicu predstavljaju period pred kraj 1869. koji je označen kao period povratka japanskog cara i prestanak vladavine feudalnog načina života i vlasti. Ovim događajem samuraji su povratili svoju čast i tradiciju, omogućili očuvanje džiju-džice od zaborava. Nakon toga, džiju-džicu se masovnije proširila na četiri kontinenta, posredstvom turista koji su posjećivali Japan. Nastanak džiju-džicu doprinio je razvoju i drugih borilačkih vještina, a tu se prvenstveno misli na džudo i aikido.
Zbog izuzetno nasilnog perioda u kom je džiju-džicu stvaran, vještina spada u nekoliko vještina za koje se ne može tvrditi da su defanzivne. Majstori džiju-džice nisu bili naivni, nisu vjerovali u krilaticu uzvrati udarcem nakon napada. Radili su na tome, da je ponekad dobra obrana snažan napad. Za vrijeme Edo perioda nekoliko stotina škola džiju-džice su javno dokumentirane i verificirane. Ipak, među mnogima od njih je kao razlika stajalo samo drugo ime, a ne i tehnika. Kako je doba feudalizma u Japanu prestajalo, tako se i potreba za džiju-džicu smanjivala. Mnoge škole su zatvarane ili su raspuštane s gubitkom reputacije instruktora koji više nisu imali posla kod veleposjednika koji su nestajali s Meiji reformacijom.
Kao spas za tadašnji džiju-džicu pojavljuje se Jigoro Kano koji pokušava održati vještinu živom kombinacijom različitih škola. Ipak, primoran zahtjevima tadašnjeg društvenog shvaćanja Jigor Kano vrši promjene u novonastaloj vještini džudo, uklanjajući nasilne tehnike i tehnike koje se nisu mogle sigurno izvoditi tijekom vježbanja. Tako modificirana vještina polako prerasta u šport koji se sve više počinje razilaziti od svoje izvorne vještine – džiju-džicu.

### Zabranjena vještina
Na prijelazu 19. u 20. stoljeće džiju-džicu tehnike su implementirane u sustav obuke na vojno-pomorskim akademijama u Japanu. Za vrijeme vladavine cara Hirohita, a prije izbijanja Drugog svjetskog rata, džiju-džicu su u vojsci poučavala mnoga tajna društva diljem Japana, a određen broj visokih časnika. Iz tog su razloga Saveznici pri kraju Drugog svjetskog rata škole džiju-džicua u Japanu proglasili leglom nacionalističkih ideja. Nakon poraza Japana, zapovjednik okupacijskih snaga, general Douglas MacArthur, zabranio je u toj državi rad svih džiju-džicu škola. Jedan dio samuraja, koji su formirali tajno društvo Black Dragon, bio je zadužen za prvi prsten osiguranja japanskog cara. Drugi dio džiju-džicua vježbao se u ilegali dok je najsličnije onom što podsjeća na izvornu samurajsku vještinu prenio Kam Hock Hoe, Kinez rođen u Kuala Lumpuru, u Maleziji u 1903. godine.

### Odlike vještine
Postoje mnoge inačice ove vještine, što dovodi do različitih pristupa. Škole za džiju-džicu (Ryū, 流) uglavnom rabe sve oblike tehnika hvatanja (bacanja, uvrtanja, poluge na zglobovima, zadržavanja, privođenja, preusmjeravanja, gušenja i udarce rukama i nogama). Džiju-džicu je praktična vještina s maksimumom efikasnosti, koja ne zahtjeva fantastičnu snagu i fleksibilnost, koja se ne krije pod velom misticizma i psihologije, već se zasniva na realnosti sukoba bez ikakvog preuveličavanja. Osim goloruke borbe, mnoge škole su podučavale i uporabu oružja. Iz izvornih škola džiju-džicua i stilova (ryu-ha, 流派), proizašle su moderne borilačke vještine džudo, aikido, sambo, brazilski džiju-džicu, itd.

## Škole džiju-džicu

### Tradicionalne škole
Kako je džiju-džicu imala mnogo aspekata, danas je ona postala temelj za različite škole (stilove) i vještine. Kako je svaki majstor uključivao nove tehnike i taktike u džiju-džicu, on je tako stvarao i razvio svoj ryū (školu). Neke od tih škola su džiju-džicu tehnike izmijenile, da više sebe nisu smatrale stilom ove vještine.
Oko 1600. godine bilo je preko 2.000 džiju-džici škola, većina sa zajedničkim karakteristikama. Specifične tehničke karakteristike varirale su od škole do škole. Mnoge gore spomenute generalizacije ne vrijede za neke škole džiju-džicu. Škole džiju-džice s dugom tradicijom su:
- Asayama Ichiden-ryū
- Daitō-ryū aiki-jūjutsu
- Fusen-ryū
- Hongaku Kokki-ryū
- Hontai Yōshin-ryū  (Takagi Ryu)
- Iga-ryū
- Iga-ryūha-Katsushin-ryu
- Ishiguro-ryū
- Kashima Shin-ryū
- Jishukan-Ryu
- Kensō-ryū
- Kiraku-ryū
- Kitō-ryū
- Kukishin-ryū
- Kyushin Ryu
- Natsuhara-ryū
- Seizan-Ryū Kempo jūjutsu
- Sekiguchi-ryū
- Shindō Yōshin-ryū
- Shibukawa-ryū
- Sōsuishi-ryū
- Takenouchi-ryū
- Tatsumi-ryū
- Tenjin Shin'yō-ryū
- Tennen Rishin-ryū
- Yagyū Shingan-ryū
- Yōshin-ryū

### Moderne škole
Nakon dolaska tradicionalne džiju-džicu na Zapad, vještina je prošla proces prilagođavanja od zapadnih majstora. Cilju je bio prilagoditi džiju-džicu zapadnoj kulturi. Danas postoji mnogo zapadnih stilova džiju-džicu, koji se u različitom stupnju drže svojih japanskih korijena.
Neke od najvećih škola na Zapadu (osnovanih nakon 1905.) džiju-džice su:
- Danzan-ryū
- Jugoshin-ryū
- Jiushin-ryū
- Goshin-ryū
- Njemačka džiju-džica
- Jigo Tenshin-ryū
- Atemi Jūjutsu
- Hakkō-ryū
- Small Circle Ju-Jitsu
- Seizan-Ryū Kempo Jūjutsu
- Budoshin Ju-Jitsu

Danas se džiju-džicu može vježbati kao izvorna japanska vještina (kobudo, 古武道) na isti način kao i prije više stoljeća, kao moderna vještina samoobrane ili kao vještina uz izmijenjene obrasce za športsku primjenu. Izvedeni športski oblici uključuju i džudo i brazilski džiju-džicu, koji je izveden iz starije inačice Kodokan džuda. Brazilski džiju-džicu je razvijen nakon što je Mitsuyo Maeda donio džudo u Brazil 1914. god. U to vrijeme džudo je još uvijek često bio pod nazivom džiju-džicu, i time se objašnjava zašto se ta džudaška izvedenica zove Brazilski džiju-džicu umjesto Brazilski džudo. Džiju-džicu je stariji oblik transkripcije iz razdoblja kada je vještina došla na Zapad. Po današnjem standardu za transkripciju i pravopis japanskog pisma na latinicu (Hepburnova romanizacija), naziv vještine može se pisati i kao džu-džucu; 柔術.

## Vježbanje džiju-džicu

### Stupnjevi
| Rang    | Boja pojasa | Japanski naziv  |
| ------- | ----------- | --------------- |
| 6. Kyū  |             | Rokkyū (六級)   |
| 5. Kyū  |             | Gokyū (五級)    |
| 4. Kyū  |             | Yonkyū (四級)   |
| 3. Kyū  |             | Sankyū (三級)   |
| 2. Kyū  |             | Nikyū (二級)    |
| 1. Kyū  |             | Ikkyū (一級)    |
| 1. Dan  |             | Shodan (初段)   |
| 2. Dan  |             | Nidan (二段)    |
| 3. Dan  |             | Sandan (三段)   |
| 4. Dan  |             | Yondan (四段)   |
| 5. Dan  |             | Godan (五段)    |
| 6. Dan  |             | Rokudan (六段)  |
| 7. Dan  |             | Nanadan (七段)  |
| 8. Dan  |             | Hachidan (八段) |
| 9. Dan  |             | Kudan (九段)    |
| 10. Dan |             | Jūdan (十段)    |

Džiju-džicuke su rangirani u skladu sa svojim znanjem i rezultatima postignutim u borbama. Ne postoji ustaljen obrazac stupnjevanja koji se primjenjuje unutar svih klubova, saveza ili federacija u svijetu, ali je ustaljeno da se znanje i postignuti rezultati određuju bojom pojasa. Najčešće postoji šest učeničkih i deset majstorskih zvanja.   

### Oprema
Dvorana u kojoj se vježba džiju-džicu zove se Dojo (dođo). Prilikom ulaska u dojo potrebno je da se učenici poklone u znak poštovanja onog što se uči. Ljudi koji vježbaju džiju-džicu obično se nazivaju džiju-džicuke. Džiju-džicuke vježbaju u vrsti kimona koja se zove Džudogi (džudo kimono). Da biste mogli učvrstiti kimono potrebno je imati obi (pojas), čija boja odgovara džiju-džicukinom rangu.

### Oružje
U džiju-džicu se pored tehnika bez upotrebe oružja, vježbaju i tehnike s oružjem. Za vježbanje džiju-džicu potrebno je imati tantō, a od ostalih oružja koristi se tonfa, pištolj i policijska palica.

## Džiju-džicu u Hrvatskoj
U Hrvatskoj džiju-džicu je poznata od 1910. godine, kada je o ovoj vještini u Đakovu objavljena brošura.

### Savezi u Hrvatskoj
- Hrvatski Ju-jitsu savez (HJJS)

### Klubovi u Hrvatskoj
- Ju-Jitsu Klub "Mangetsu", Zagreb
- Ju-Jitsu Klub Jačaona BD, Zagreb
- Ju-Jitsu Klub "Black Belt", Zagreb
- Ju-Jitsu Klub "Alfa", Zagreb
- Ju-Jitsu Saveza Grada Zagreb, Zagreb
- Ju-Jitsu Klub "Zadar", Zadar
- Ju-Jitsu Klub Kastav, Kastav
- Ju-Jitsu Klub "Crni Zmaj", Split
- Ju-Jitsu Klub "Komuso", Gornji Stupnik
- Ju-Jitsu Klub "Šibenik", Šibenik
- Ju-Jitsu Klub "Tatami" Osijek
- Ju-Jitsu Klub "Lotus", Pula[5]

## Vanjske povezice
- The History and Style of Japanese Jujutsu